# روخيليو خوليو فريجيريو
روخيليو خوليو فريجيريو (بالإسبانية: Rogelio Frigerio)‏ هو صحفي واقتصادي وسياسي أرجنتيني، ولد في 2 نوفمبر 1914 في بوينس آيرس في الأرجنتين، وتوفي بنفس المكان في 13 سبتمبر 2006. حزبياً، نشط في Intransigent Radical Civic Union ‏.

## روابط خارجية
- روخيليو خوليو فريجيريو على موقع مونزينجر (الألمانية)